# 女牢
女牢（おんなろう）は、江戸時代に女性を収容するために設けられた牢獄のこと。女部屋とも称される。

## 概要
江戸では伝馬町牢屋敷西側の揚屋（あがりや）に収容することとされており、身分を問わずにそこに収容されていた。収容しきれない場合には遠島対象者が収容されていた東側など、他の区域の揚屋も利用された。
女牢には付人と呼ばれる非人身分の妻が付けられ、1か月交替にて女囚の世話と監視を行った。女囚にはちりめん・羽二重といった高価な着物の着用を禁じられていたが、差し入れ希望者や女囚が単純に「絹」と言い切ってしまえば黙認されていたという。
なお、妊娠中の女性が収容されて出産を迎えた場合には付人が世話をして牢内にて出産し、乳児を抱えた女性が収容された場合には子供も一緒に収容させることとされていた。